# 细川伸二
细川伸二（1960年1月2日—）是一名日本男子柔道运动员。他在1984年洛杉矶夏季奥林匹克运动会中，参加了男子柔道比赛并获得80公斤级金牌。